# أنطوان أندراوس
انطوان اندراوس (من مواليد 1950)، سياسي لبناني ونائب رئيس تيار المستقبل. وحصل على دبلوم في الهندسة المدنية عام 1973 من جامعة القديس يوسف في بيروت. في عام 1976 سافر إلى فرنسا حيث أصبح وثيق الصلة برفيق الحريري. عام 1993 عندما أصبح الحريري رئيسا للوزراء ترأس الصندوق الوطني للمهجرين. انتخب عضوا في البرلمان اللبناني في عام 1996 واعيد انتخابه في 2000 و 2005 عن المقعد الأرثوذكسي.